# Piotr Daniłowicz
Piotr Daniłowicz herbu Sas (zm. w październiku 1645 roku) – krajczy wielki koronny w latach 1638-1645, stolnik wielki koronny w latach 1636-1638, podstoli wielki koronny w latach 1634-1636, rotmistrz, starosta parczewski w 1632 roku, krzemieniecki, wyszogrodzki (wyżgrodzki).
Odbył studia na uniwersytetach w Moguncji, Pont-à-Mousson (1617/1618), Leuven (1619) i Bolonii (1620). Był posłem lubelskim na sejm 1623 roku, sejm 1628 roku, sejm zwyczajny 1629 roku, sejm nadzwyczajny 1635 roku, poseł na sejm koronacyjny 1633 roku, sejm zwyczajny 1637 roku, sejm nadzwyczajny 1637 roku, sejm 1638 roku, sejm 1639 roku, sejm 1643 roku, sejm 1645 roku.
Małżonki:
- 1) Katarzyna Beata Szamotulska; córka – Helena Urszula (†p. 1669; 1°-v. [1646] st. krzepicki Teodor Karol Tarnowski; 2°-v. [ok. 1648] st. żyżmorski Kazimierz Sapieha; 3°-v. stolnik rożański Jacek Michałowski; 4°-v. woj. płocki Samuel Prażmowski)
- 2) Krystyna ks. Wiśniowiecka (†1654, po 1631; 1°-v. Mikołaj Jeło Maliński), dzieci:
  - Jan Karol, rotmistrz królewski, krajczy koronny, podskarbi nadworny koronny, st. lubelski, parczewski
  - Władysław Wincenty
  - Urszula (1°-v. [1667] woj. bracławski Jan Potocki; 2°-v. [rozwiedzeni] woj. brzeski Władysław Jozafat Sapieha)